# Waldo E. Smith Award
Der Waldo E. Smith Award (bis 2012 Waldo E. Smith Medal) ist eine Auszeichnung, die von der American Geophysical Union (AGU) für Leistungen auf dem Gebiet der Geophysik vergeben wird.
Die Medaille wird alle zwei Jahre verliehen und soll individuelle Personen ehren, die mit außergewöhnlichen Leistungen und Engagement in verschiedensten Gebieten, wie Forschung, Lehre, Öffentlichkeitsarbeit, Gesetzgebung, Management u. v. m., die Geophysik als Wissenschaft gestärkt und vorangebracht haben.
Die Auszeichnung wurde 1982 eingeführt und nach Waldo E. Smith (1900–1994) benannt, der 1984 als Erster mit der Medaille geehrt wurde. Smith wurde 1944 erster Geschäftsführer der AGU und wurde mit der Benennung und Auszeichnung für seinen unermüdlichen Einsatz gewürdigt, die AGU zu einer dynamischen, wachsenden Gesellschaft zu machen. Sein Leben lang widmete er sich – national wie international – der Förderung der Geophysik mit besonderem Augenmerk auf die AGU.

## Preisträger
Waldo E. Smith Medal
- 1984: Waldo E. Smith
- 1986: Thomas F. Malone
- 1988: Philip Hauge Abelson
- 1990: Naoshi Fukushima
- 1992: Earl George Droessler
- 1994: Cecil H. Green
- 1996: Ned Ostenso
- 1998: Margaret A. Shea
- 2000: Rosina Bierbaum
- 2002: Ivan I. Mueller
- 2004: J. Michael Hall
- 2006: John Atkinson Knauss
- 2008: Harsh K. Gupta
- 2010: Fred Spilhaus
- 2012: David Simpson

Waldo E. Smith Award
- 2014: Meinrat Andreae
- 2016: Mark Moldwin
- 2018: M. Meghan Miller
- 2020: Therese Moretto Jorgensen
- 2022: Ellen S. Kappel
- 2024: Michael Maier Keller